# Premio Cimitile

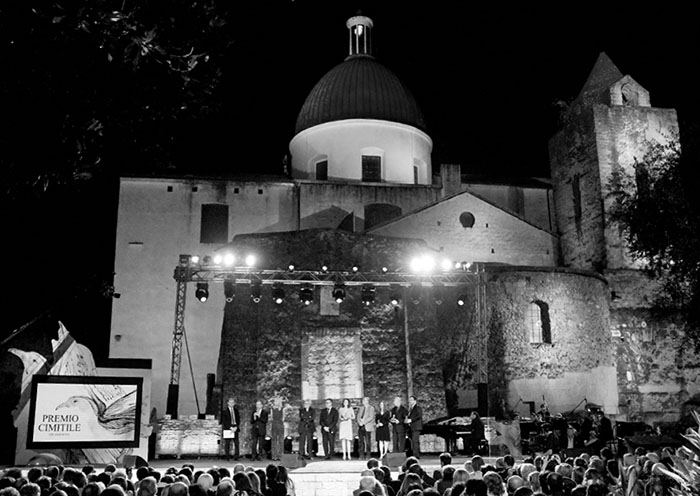
Premio Cimitile 2014, XIX edizione, nelle Basiliche paleocristiane

Il Premio Cimitile è un riconoscimento letterario nazionale delle opere inedite e delle novità librarie. L'evento annuale è organizzato dalla Fondazione Premio Cimitile, i cui soci fondatori sono la Regione Campania, la Città Metropolitana di Napoli, il Comune di Cimitile, l’Associazione Obiettivo III Millennio e Felice Napolitano.

## Storia
Il Premio nasce nel 1996. Due anni prima viene fondata a Cimitile l’associazione Obiettivo III Millennio, che avvia la mostra del libro degli scrittori conterranei e da cui nasce la rassegna letteraria “Il libro incontra le Basiliche” Premio Cimitile. Arte e letturatura si abbinano nello scenario delle Basiliche Paleocristiane di Cimitile. 
Sette le sezioni del Premio: Narrativa (inedita), Narrativa, Attualità, Saggistica, Archeologia e cultura artistica in età paleocristiana e altomedievale (edite). Premio di Giornalismo "Antonio Ravel" e Premio Speciale per una personalità della Campania che si è distinta particolarmente sul piano nazionale.
La premiazione si tiene, a metà giugno, nel complesso delle sette Basiliche Paleocristiane di Cimitile. Il premio consiste in un Campanile d'argento che raffigura il simbolo della cristianità ubicato all'interno del sito.
Nota distintiva del Premio la sezione inedita di narrativa con la premiazione dell’opera e la pubblicazione su tutto il territorio nazionale da parte di Guida Editori, Napoli.

## Premiati e giuria
Nel corso delle varie edizioni, il Campanile d’argento, simbolo del Premio, è stato assegnato a firme di rilievo della letteratura, del giornalismo, del mondo culturale, dello spettacolo e della scienza.
Le opere pervenute sono esaminate da una giuria qualificata presieduta dal dott. Ermanno Corsi, già Presidente dell’Ordine dei Giornalisti della Campania, che sceglie le migliori opere per sezione premiandole con il Campanile d’argento.

## Vincitori del Premio
I vincitori delle edizioni, nelle diverse sezioni nelle quali è suddiviso il premio, sono i seguenti:
- 1996
  - Opera inedita di narrativa: Antonio Falato, L'ultimo sabba del secondo millennio (Alfredo Guida Editore)
  - Opera edita di narrativa: Michele Prisco, Il pellicano di pietra (Rizzoli)
  - Opera edita di attualità: Miriam Mafai, Botteghe oscure addio (Mondadori)
  - Opera edita di saggistica: Antonio Ghirelli, Donna Matilde (Edizioni Marsilio)
- 1997
  - Opera inedita di narrativa: Luigi Guicciardi, Errore di prospettiva (Alfredo Guida Editore)
  - Opera edita di narrativa: Felice Piemontese, La città di Ys (Edizioni Piero Manni)
  - Opera edita di attualità: Lorenza Foschini, I misteri di fine millennio (Rai Eri - Rizzoli)
  - Opera edita di saggistica: Riccardo Pazzaglia, Garibaldi ha dormito qui (Mondadori)
  - Migliore opera edita di archeologia e cultura artistica in età Paleocristiana e Altomedievale: Vincenzo Fiocchi Nicolai, I cimiteri paleocristiani del Lazio, Etruria meridionale (Istituto Pontificio di Archeologia Cristiana)
  - Premio Speciale: Mons. Andrea Ruggiero
- 1998
  - Opera inedita di narrativa: Alfredo Fiorani, L'orizzonte di Cheope (Alfredo Guida Editore)
  - Opera edita di narrativa: Luciano De Crescenzo, Il tempo e la felicità (Mondadori)
  - Opera edita di attualità: Michele Santoro, Michele chi? (Baldini e Castoldi)
  - Opera edita di saggistica: Sergio Zavoli, Ma quale giustizia? (Rai Eri - Piemme)
  - Migliore opera edita di archeologia e cultura artistica in età Paleocristiana e Altomedievale: Federico Guidobaldi, San Clemente, gli edifici romani, la basilica paleocristiana e le fasi altomedievali (Edizioni Collegio di S. Clemente)
  - Premio Speciale: Padre Arturo D'Onofrio
- 1999
  - Opera inedita di narrativa: Chiara Del Soldato, Jader (Alfredo Guida Editore)
  - Opera edita di narrativa: Giuseppe Montesano, Nel corpo di Napoli (Mondadori)
  - Opera edita di attualità: Luca Goldoni, Vita da bestie (Rizzoli)
  - Opera edita di saggistica: Lucia Annunziata, La crepa (Rizzoli)
  - Migliore opera edita di archeologia e cultura artistica in età Paleocristiana e Altomedievale: Cosimo D'Angela, Scritti di archeologia cristiana: la Puglia (Scorpione Editrice)
  - Premio Speciale: Gerardo Marotta
- 2000
  - Opera inedita di narrativa: Elena Bresciani Baldi, Al di là del nero (Alfredo Guida Editore)
  - Opera edita di narrativa: Emilio Fede, Invidiato speciale (Mondadori)
  - Opera edita di attualità: Ferruccio Parazzoli, Vita di Gesù (Mondadori)
  - Opera edita di saggistica: Giulio Andreotti, Piccola storia di Roma (Mondadori)
  - Migliore opera edita di archeologia e cultura artistica in età Paleocristiana e Altomedievale: Giovanni Liccardo, Vita quotidiana a Napoli prima del Medioevo (Edizioni Tempolungo)
  - Premio Speciale: Agostino Cordova
  - Premio giornalismo "Antonio Ravel": Adele Ammendola
- 2001
  - Opera inedita di narrativa: Carlo Palma, Io sto con i... pellerossa  (Alfredo Guida Editore)
  - Opera edita di narrativa: Maria Venturi, Incantesimo (Rai Eri - Rizzoli)
  - Opera edita di attualità: Don Antonio Mazzi, Un'ala di riserva (Mondadori)
  - Opera edita di saggistica: Nicola Mancino, Il filo spezzato (Il Mulino)
  - Migliore opera edita di archeologia e cultura artistica in età Paleocristiana e Altomedievale: Ada Campione, La Basilica paleocristiana (Edipuglia)
  - Premio Speciale: Antonio Grella
  - Premio giornalismo "Antonio Ravel": Rosanna Cancellieri
- 2002
  - Opera inedita di narrativa: Lucia Mirabella, Il ritorno  (Alfredo Guida Editore)
  - Opera edita di narrativa: Antonio Spinosa, Churchill il nemico degli italiani (Mondadori)
  - Opera edita di attualità: Barbara Palombelli, Diario di una mamma giornalista (Rizzoli)
  - Opera edita di saggistica: Domenico Fisichella, Totalitarismo - un regime del nostro tempo (Carrocci Editore)
  - Migliore opera edita di archeologia e cultura artistica in età Paleocristiana e Altomedievale: Donatella Nuzzo, Tipologia sepolcrale delle catacombe Romane (BAR International Series 905, Oxford2000)
  - Premio Speciale: Antonio D'Amato
  - Premio giornalismo "Antonio Ravel": Piero Marrazzo
- 2003
  - Opera inedita di narrativa: Lucia Maria Collerone, Lungo il cammino  (Alfredo Guida Editore)
  - Opera edita di narrativa: Maria Orsini Natale, Cieli di carta (Avagliano Editore)
  - Opera edita di attualità: Gianni Minà, Un mondo migliore è possibile (Sperling & Kupfer Editori)
  - Opera edita di saggistica: Giuliano Urbani, Il tesoro degli italiani. Colloqui sui beni e le attività culturali (Mondadori)
  - Migliore opera edita di archeologia e cultura artistica in età Paleocristiana e Altomedievale: Gioia Bertelli, Le diocesi della Puglia settentrionale (Centro italiano di studi sull'alto medioevo - Spoleto)
  - Premio Speciale: Vittorio Silvestrini
  - Premio giornalismo "Antonio Ravel": Michele Mirabella
- 2004
  - Opera inedita di narrativa: Luca Bianchedi, Gli accordi del dolore  (Guida Editori)
  - Opera edita di narrativa: Antonio Lubrano, Pomeriggio di luglio (Alfredo Guida Editore)
  - Opera edita di attualità: Marcello Veneziani, Il segreto del viandante (Mondadori)
  - Opera edita di saggistica: Massimo Cacciari, Della cosa ultima (Adelphi)
  - Migliore opera edita di archeologia e cultura artistica in età Paleocristiana e Altomedievale: Anna Campese Simone, I cimiteri tardo antichi e altomedievali della Puglia settentrionale (Pontificio istituto di archeologia cristiana)
  - Premio Speciale: Maurizio Cotrufo
  - Premio giornalismo "Antonio Ravel": Licia Colò
- 2005
  - Opera inedita di narrativa: Roberta Lepri, L'ordine inverso di Ilaria  (Guida Editori)
  - Opera edita di narrativa: Paolo Mosca, Lettera al Papa (Sperling & Kupfer)
  - Opera edita di attualità: Roberto Gervaso, Qualcosa non va (Mondadori)
  - Opera edita di saggistica: Giampaolo Pansa, Il sangue dei vinti (Sperling Paperback)
  - Migliore opera edita di archeologia e cultura artistica in età Paleocristiana e Altomedievale: Lucrezia Spera, Il Complesso di Pretestato sulla via Appia (Pontificio istituto di archeologia cristiana)
  - Premio Speciale: Marisa Laurito
  - Premio giornalismo "Antonio Ravel": Franco Di Mare
- 2006
  - Opera inedita di narrativa: Valeria Camosso, Lungo le acque del Po  (Guida Editori)
  - Opera edita di narrativa: Federico Moccia, Ho voglia di te (Feltrinelli)
  - Opera edita di attualità: Roberto Napoletano, Fardelli d'Italia (Sperling & Kupfer)
  - Opera edita di saggistica: Giampiero Mughini, E la donna creò l'uomo (Mondadori)
  - Migliore opera edita di archeologia e cultura artistica in età Paleocristiana e Altomedievale: Francesco Paolo Rizzo, Gli albori della Sicilia cristiana (Edipuglia)
  - Premio Speciale: Tosca D'Aquino
  - Premio giornalismo "Antonio Ravel": Michele Cucuzza
- 2007
  - Opera inedita di narrativa: Maurizio Cario, Alieno  (Guida Editori)
  - Opera edita di narrativa: Dacia Maraini, Il gioco dell'universo (Mondadori)
  - Opera edita di attualità: Giovanni Floris, Risiko (Rizzoli)
  - Opera edita di saggistica: Alessandro Meluzzi, ErosAgape (Edizioni OCD)
  - Migliore opera edita di archeologia e cultura artistica in età Paleocristiana e Altomedievale: Letizia Pani Ermini, Indagini archeologiche nel complesso di S. Gavino a Porto Torres (Edizioni Quasar)
  - Premio Speciale: S. E. Crescenzio Sepe
  - Premio giornalismo "Antonio Ravel": Gigi Marzullo
- 2008
  - Opera inedita di narrativa: Sandro Manoni, Venezia non basta  (Guida Editori)
  - Opera edita di narrativa: Stefano Zecchi, Il figlio giusto (Mondadori)
  - Opera edita di attualità: Carmen Lasorella, Verde e zafferano. A voce alta per la Birmania (Bompiani)
  - Opera edita di saggistica: Alberto Angela, Una giornata nell'antica Roma (Mondadori)
  - Migliore opera edita di archeologia e cultura artistica in età Paleocristiana e Altomedievale: Cecilia Proverbio, La figura dell'angelo nella civiltà paleocristiana  (Tau Editrice)
  - Premio Speciale: Peppino Di Capri
  - Premio giornalismo "Antonio Ravel": Bianca Berlinguer
- 2009
  - Opera inedita di narrativa: Antonio De Santanna, Il riflesso della luna sull'acqua  (Guida Editori)
  - Opera edita di narrativa: Silvana Giacobini, Conosco il tuo segreto (Cairo Editore)
  - Opera edita di attualità: Antonio Caprarica, Carissimo amico, lettera sulla droga (Sperling & Kupfer)
  - Opera edita di saggistica: Vittorino Andreoli, Una giornata nell'antica Roma (Rizzoli)
  - Migliore opera edita di archeologia e cultura artistica in età Paleocristiana e Altomedievale: Anna Maria Nieddu, La basilica apostolorum sulla via Appia e l'arena cimiteriale circostante (Città del Vaticano)
  - Premio Speciale: Enzo Decaro
  - Premio giornalismo "Antonio Ravel": Maria Concetta Mattei
- 2010
  - Opera inedita di narrativa: Rita Ruccione, Io ti ho scelto  (Guida Editori)
  - Opera edita di narrativa: Maria Rita Parsi, Alle spalle della luna (Mondadori)
  - Opera edita di attualità: Claudio Angelini, Obama. Un anno di sfide? (Rizzoli)
  - Opera edita di saggistica: Aldo Maria Valli, Voi mi sarete testimoni (Rizzoli)
  - Migliore opera edita di archeologia e cultura artistica in età Paleocristiana e Altomedievale: Mara Minasi, La tomba di Callisto  (Pontificia commissione di archeologia sacra)
  - Premio Speciale: Claudio Gubitosi
  - Premio giornalismo "Antonio Ravel": Roberto Giacobbo
- 2011
  - Opera inedita di narrativa: Laura Letizia, Lucy nel cielo tra i diamanti  (Guida Editori)
  - Opera edita di narrativa: Antonella Boralevi, Una vita in più (Rizzoli)
  - Opera edita di attualità: Aldo Cazzullo, Viva l'Italia (Mondadori)
  - Opera edita di saggistica: Nando dalla Chiesa, La convergenza (Melampo)
  - Migliore opera edita di archeologia e cultura artistica in età Paleocristiana e Altomedievale: Giuseppina Cipriano, La decorazione pittorica nei contesti funerari della Sicilia - III - V secolo  (Corrado Saladino Ed.)
  - Premio Speciale: Lina Sastri
  - Premio giornalismo "Antonio Ravel": Francesco Giorgino
- 2012
  - Opera inedita di narrativa: Maria Giuseppina Pagnotta, L'emozione d'incontrarsi all'improvviso  (Guida Editori)
  - Opera edita di narrativa: Mauro Mazza, L'albero del mondo Weiner ottobre 1942 (Fazi)
  - Opera edita di attualità: Luca Telese, Gioventù, amore e rabbia (Sperling & Kupfer)
  - Opera edita di saggistica: Gianni Riotta, Le cose che ho imparato (Mondadori)
  - Migliore opera edita di archeologia e cultura artistica in età Paleocristiana e Altomedievale: Fabrizio Bisconti, Le pitture delle catacombe romane. Restauri e interpretazioni  (Tau Editrice)
  - Premio Speciale: Luigi Nicolais
  - Premio giornalismo "Antonio Ravel": Paola Saluzzi
- 2013
  - Opera inedita di narrativa: Patrizia Socci, Dentro un vissuto. Tra mobbing e amore  (Guida Editori)
  - Opera edita di narrativa: Valerio Massimo Manfredi, Il mio nome è nessuno (Mondadori)
  - Opera edita di attualità: Riccardo Iacona, Se questi sono gli uomini (Chiarelettere)
  - Opera edita di saggistica: Marcello Sorgi, Le sconfitte non contano (Rizzoli)
  - Migliore opera edita di archeologia e cultura artistica in età Paleocristiana e Altomedievale: Olof Brandt, Battisteri oltre la pianta  (Pontificio Istituto di archeologia cristiana)
  - Premio Speciale: Luigi Giampaolino
  - Premio giornalismo "Antonio Ravel": Alessandra Carli
- 2014
  - Opera inedita di narrativa: Barbara Miceli, Un cuore  (Guida Editori)
  - Opera edita di narrativa: Bruno Arpaia, Prima della battaglia (Mondadori)
  - Opera edita di attualità: Gian Antonio Stella e Sergio Rizzo, Se muore il Sud (Feltrinelli)
  - Opera edita di saggistica: Paolo Mieli, I conti con la storia (Rizzoli)
  - Migliore opera edita di archeologia e cultura artistica in età Paleocristiana e Altomedievale: Giovanna Ferri, I mosaici del battistero di San Giovanni in Fonte a Napoli  (Tau Editrice)
  - Premio Speciale: Franco Roberti
  - Premio giornalismo "Antonio Ravel": Mario Orfeo
- 2015
  - Opera inedita di narrativa: Giulia Bracco, Ovunque sei, se ascolterai  (Guida Editori)
  - Opera edita di narrativa: Maurizio De Giovanni, Il resto della settimana (Rizzoli)
  - Opera edita di attualità: Vittorio Feltri e Gennaro Sangiuliano, Il quarto reich, come la Germania ha sottomesso l'Europa  (Mondadori)
  - Opera edita di saggistica: Marco Damilano, La repubblica del selfie, dalla meglio gioventù a Matteo Renzi  (Rizzoli)
  - Migliore opera edita di archeologia e cultura artistica in età Paleocristiana e Altomedievale: Danilo Mazzoleni, Regio X. Tridentum et ager Tridentinus  (Edipuglia)
  - Premio Speciale: Massimo Giannini
  - Premio giornalismo "Antonio Ravel": Luigi Vicinanza
- 2016
  - Opera inedita di narrativa: Cinzia Zanchi, La culla del vento e delle nuvole erranti  (Guida Editori)
  - Opera edita di narrativa: Diego De Silva, Terapia di coppia per amanti (Einaudi)
  - Opera edita di attualità: Alessandro Orsini, Isis. I terroristi più fortunati del mondo e tutto ciò che è stato fatto per favorirli  (Rizzoli)
  - Opera edita di saggistica: Tommaso Cerno, A noi! Cosa ci resta del fascismo nell'epoca di Berlusconi, Grillo e Renzi  (Rizzoli)
  - Migliore opera edita di archeologia e cultura artistica in età Paleocristiana e Altomedievale: Letizia Sotira, Gli altari nella scultura e nei mosaici di Ravenna (V - VIII secolo)  (Edipuglia)
  - Premio Speciale: Gaetano Manfredi
  - Premio giornalismo "Antonio Ravel": Bruno Luverà
- 2017
  - Opera inedita di narrativa: Corrado Vigilante, Il luogo degli specchi opposti  (Guida Editori)
  - Opera edita di narrativa: Andrea Scanzi, I migliori di noi (Rizzoli)
  - Opera edita di attualità: Raffaele Cantone e Francesco Caringella, La corruzione spuzza  (Mondadori)
  - Opera edita di saggistica: Vito Mancuso, Il coraggio di essere liberi  (Garzanti libri)
  - Migliore opera edita di archeologia e cultura artistica in età Paleocristiana e Altomedievale: Marco Aimone, Il tesoro di Canoscio  (Giorgio Bretschneider Editore)
  - Premio Speciale: Andrea Ballabio
  - Premio giornalismo "Antonio Ravel": Tiziana Panella
- 2018
  - Opera inedita di narrativa: Rita Muscardin, Lei mi sorride ancora  (Guida Editori)
  - Opera edita di narrativa: Sara Rattaro, Uomini che restano (Sperling & Kupfer)
  - Opera edita di attualità: Mario Giordano, Avvoltoi. L’Italia muore loro si arricchiscono  (Mondadori)
  - Opera edita di saggistica: Alessandro Barbano, Troppi diritti  (Mondadori)
  - Migliore opera edita di archeologia e cultura artistica in età Paleocristiana e Altomedievale: Matteo Braconi, Il mosaico del catino absidale di S. Pudenziana  (Tau Editrice)
  - Premio Speciale: Alessandro Pansa
  - Premio giornalismo "Antonio Ravel": Carlo Verna
- 2019
  - Opera inedita di narrativa: Roberto Contini, L’enigma dell’imperatore nascosto  (Guida Editori)
  - Opera edita di narrativa: Giovanni Grasso, Il caso Kaufmann (Rizzoli)
  - Opera edita di attualità: Paolo Borrometi, Un morto ogni tanto. La mia battaglia contro la mafia invisibile  (Solferino)
  - Opera edita di saggistica: Tommaso Labate, I rassegnàti. L’irresistibile inerzia dei quarantenni  (Rizzoli)
  - Migliore opera edita di archeologia e cultura artistica in età Paleocristiana e Altomedievale: Marco Muresu, La Moneta “Indicatore” dell’assetto insediativo della Sardegna Bizantina  (Morlacchi Editore U.P.)
  - Premio Speciale: Federico Cafiero De Raho
  - Premio giornalismo "Antonio Ravel": Francesca Romana Elisei
- 2020
  - Opera inedita di narrativa: Laura Giorgi, L’eternità  (Guida Editori)
  - Opera edita di narrativa: Guido Maria Brera, La fine del tempo (La nave di Teseo)
  - Opera edita di attualità: Nicola Gratteri e Antonio Nicaso, La rete degli invisibili  (Mondadori)
  - Opera edita di saggistica: Walter Veltroni, Odiare l’odio  (Rizzoli)
  - Migliore opera edita di archeologia e cultura artistica in età Paleocristiana e Altomedievale: Francesca Stroppa, Desiderio. La basilica di San Salvatore di Brescia: dal monastero al museo (Centro Studi Longobardi)
  - Premio Speciale: Alessandro Siani
  - Premio giornalismo "Antonio Ravel": Antonello Perillo
- 2021[5]
  - Opera inedita di narrativa: Gabriele Discetti, Figli della libertà  (Guida Editori)
  - Opera edita di narrativa: Silvia Avallone, Un’amicizia (Rizzoli)
  - Opera edita di attualità: Francesco Rutelli, Tutte le strade partono da Roma  (Editori Laterza)
  - Opera edita di saggistica: Carlo Cottarelli, All’inferno e ritorno. Per la nostra rinascita sociale ed economica  (LaFeltrinelli)
  - Migliore opera edita di archeologia e cultura artistica in età Paleocristiana e Altomedievale: Dimitri Cascianelli, Il Cristo e il mare di Galilea (Tau Editrice)
  - Premio Speciale: Annamaria Colao
  - Premio giornalismo "Antonio Ravel": Gennaro Sangiuliano
- 2022
  - Opera inedita di narrativa: Corrado Pinosio, Il corrotto. Una storia di tangenti negli anni di Mani Pulite  (Guida Editori)
  - Opera edita di narrativa: Tiziana Ferrario, La principessa afghana e il giardino delle giovani ribelli (Chiarelettere)
  - Opera edita di attualità: Walter Ricciardi, Pandemonio. Quello che è successo, quello che non dovrà più succedere  (Editori Laterza)
  - Opera edita di saggistica: Carlo Nordio, Giustizia. Ultimo atto. Da Tangentopoli al crollo della magistratura  (Guerini editore)
  - Migliore opera edita di archeologia e cultura artistica in età Paleocristiana e Altomedievale: Marco Valenti, Il Barbaricum: una periferia che si fece centro. Società, insediamento ed economia tra I e X secolo (Archeologia Barbarica 5)
  - Premio Speciale: Zeudi Di Palma
  - Premio giornalismo "Antonio Ravel": Serena Bortone[6]
- 2023
  - Opera inedita di narrativa: Marco Ponzi, La strategia dell’attenzione  (Guida Editori)
  - Opera edita di narrativa: Simona Sparaco, La vita in tasca (Solferino)
  - Opera edita di attualità: Mario Tozzi, Mediterraneo inaspettato. La storia del Mare nostrum raccontata dai suoi abitanti  (Mondadori)
  - Opera edita di saggistica: Ezio Mauro, L’anno del fascismo. 1922. Cronache della marcia su Roma  (Feltrinelli)
  - Migliore opera edita di archeologia e cultura artistica in età Paleocristiana e Altomedievale: Silvana Rapuano, Archeologia e storia di un Monastero. Sant’Ilario a Port’Aurea di Benevento (Edipuglia)
  - Premio Speciale: Francesco Vaia
  - Premio giornalismo "Antonio Ravel": Sigfrido Ranucci
- 2024
  - Opera inedita di narrativa: Fabrizio Rossi, Un anno difficile per il professor Scarlatti  (Guida Editori)
  - Opera edita di narrativa: Valeria Parrella, Piccoli miracoli e altri tradimenti (Feltrinelli)
  - Opera edita di attualità: Donato Bendicenti, Scintille. L’avventura dell’energia in Europa dalla scissione dell’atomo alla rivoluzione verde  (Luiss University Press)
  - Opera edita di saggistica: Michele Ainis, Capocrazia. Se il presidenzialismo ci manderà all’inferno  (La nave di Teseo)
  - Migliore opera edita di archeologia e cultura artistica in età Paleocristiana e Altomedievale: Paola De Santis, Coemeteria Requirere I. Archeologia e conservazione nel complesso cimiteriale tardoantico di Lamapopoli a Canosa di Puglia: gli ipogei F, G, H (2016-2022) (Archeologia Sacra Città del Vaticano)
  - Premio Speciale: Maria Pia Ammirati
  - Premio giornalismo "Antonio Ravel": Manuela Moreno
- 2025
  - Opera inedita di narrativa: Mario Antobenedetto, La parte interna dei pensieri  (Guida Editori)
  - Opera edita di narrativa: Francesco Sole, L’uomo che voleva capire l’amore (Sperling & Kupfer)
  - Opera edita di attualità: Barbara Gallavotti, Il futuro è già qui. Cosa può fare davvero l’intelligenza artificiale  (Mondadori)
  - Opera edita di saggistica: Giulio Napolitano, il mondo sulle spalle. Una storia famigliare e politica  (Mondadori)
  - Migliore opera edita di archeologia e cultura artistica in età Paleocristiana e Altomedievale: Silvia Lusuardi Siena, Filippo Airoldi, Elena Spalla, Milano Piazza Duomo prima del Duomo (Silvana Editoriale)
  - Premio Speciale: Salvatore Luongo
  - Premio giornalismo "Antonio Ravel": Gianluigi Nuzzi

## Edizioni Televisive
Dal 2000 l'evento gode di una messa in onda televisiva, inizialmente su un circuito di tv locali ed in seguito sulle reti nazionali Canale Italia, Alma TV, Tv2000 e Rai 2.
| Edizione | Anno | Conduzione                          | Rete televisiva                                                        |
| -------- | ---- | ----------------------------------- | ---------------------------------------------------------------------- |
| 5ª       | 2000 | Monica Leofreddi                    | Circuito di tv locali                                                  |
| 6ª       | 2001 | Monica Leofreddi                    | Circuito di tv locali                                                  |
| 7ª       | 2002 | Monica Leofreddi                    | Circuito di tv locali                                                  |
| 8ª       | 2003 | Monica Leofreddi                    | Circuito di tv locali                                                  |
| 9ª       | 2004 | Massimo Giletti                     | Rai 2                                                                  |
| 10ª      | 2005 | Massimo Giletti                     | Rai 2                                                                  |
| 11ª      | 2006 | Massimo Giletti                     | Rai 2                                                                  |
| 12ª      | 2007 | Massimo Giletti                     | Rai 2                                                                  |
| 13ª      | 2008 | Massimo Giletti                     | Rai 2                                                                  |
| 14ª      | 2009 | Franco Di Mare e Arianna Ciampoli   | Circuito di tv locali                                                  |
| 15ª      | 2010 | Enzo De Caro                        | Circuito di tv locali                                                  |
| 16ª      | 2011 | Arnaldo Colasanti e Daniela Vergara | Circuito di tv locali                                                  |
| 17ª      | 2012 | Duilio Giammaria e Eleonora Daniele | Circuito di tv locali                                                  |
| 18ª      | 2013 | Eleonora Daniele                    | Tele A, Tele A+, Iride, Telecolore, Tv Capital, Napoli Canale 21       |
| 19ª      | 2014 | Michele Cucuzza e Eleonora Daniele  | Tele A, Tele A+, Iride, Telecolore                                     |
| 20ª      | 2015 | Sandro Petrone e Eleonora Daniele   | Tele A, Tele A+, Iride, Telecolore                                     |
| 21ª      | 2016 | Eleonora Daniele                    | Canale Italia, Tele A, Tele A+, Italia 156, Julie Italia               |
| 22ª      | 2017 | Eleonora Daniele                    | Tv2000, Tele A, Tele A+, Telecolore                                    |
| 23ª      | 2018 | Eleonora Daniele                    | Tv2000, Tele A, Tele A+, Iride, Telecolore, Napoli Canale 21           |
| 24ª      | 2019 | Laura Chimenti                      | Canale Italia, Tele A, Tv Capital, Iride, Telecolore, Napoli Canale 21 |
| 25ª      | 2020 | Monica Leofreddi                    | Rai 2, Canale Italia, Videonola, Tele A, Tele A+, Tv Capital, Iride    |
| 26ª      | 2021 | Monica Leofreddi                    | Alma TV, Tv Luna, Tele A, Tele A+, Tv Capital, Iride                   |
| 27ª      | 2022 | Monica Leofreddi                    | Alma TV, Tv Luna, Tele A                                               |
| 28ª      | 2023 | Monica Leofreddi                    | Rai 2                                                                  |
| 29ª      | 2024 | Veronica Maya e Beppe Convertini    | Rai 2                                                                  |
| 30ª      | 2025 | Veronica Maya e Beppe Convertini    | Rai 2                                                                  |